# Akbar Imani
Akbar Imani Ghareh Aghaj Sofla (en persa: اکبر ایمانی قره‌آغاج سفلی‎; Parsabad, Ardebil, 21 de marzo de 1992) es un futbolista iraní que juega en la demarcación de centrocampista para el Tractor Sazi FC de la Iran Pro League.

## Selección nacional
Tras jugar con la selección de fútbol sub-17 de Irán, la sub-20 y la sub-22, finalmente el 5 de octubre de 2017 hizo su debut con la selección absoluta en un encuentro contra Togo que finalizó con un resultado de 2-0 a favor del combinado iraní tras un doblete de Karim Ansarifard.

## Clubes
| Club                 | País | Año         | Partidos | Goles |
| -------------------- | ---- | ----------- | -------- | ----- |
| Sepahan FC           | Irán | 2010 - 2013 | 6        | 0     |
| Zob Ahan FC          | Irán | 2013 - 2015 | 39       | 3     |
| Foolad FC            | Irán | 2015 - 2017 | 21       | 1     |
| Padideh FC           | Irán | 2017 - 2018 | 25       | 3     |
| Zob Ahan FC          | Irán | 2018        | 9        | 0     |
| Sanat Naft Abadan FC | Irán | 2018 - 2019 | 14       | 2     |
| Tractor Sazi FC      | Irán | 2019 -      | 14       | 1     |

## Palmarés

### Títulos nacionales
| Título          | Club            | País | Edición |
| --------------- | --------------- | ---- | ------- |
| Iran Pro League | Sepahan FC      | Irán | 2011    |
| Iran Pro League | Sepahan FC      | Irán | 2012    |
| Copa Hazfi      | Sepahan FC      | Irán | 2013    |
| Copa Hazfi      | Zob Ahan FC     | Irán | 2015    |
| Copa Hazfi      | Tractor Sazi FC | Irán | 2020    |

### Títulos internacionales
| Título                         | Club (*)                           | Sede       | Edición |
| ------------------------------ | ---------------------------------- | ---------- | ------- |
| Copa Asiática Sub-17 de la AFC | Selección de fútbol sub-17 de Irán | Uzbekistán | 2008    |